# Arthur Livermore

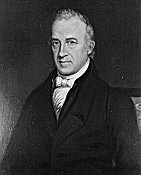
Arthur Livermore

Arthur Livermore (* 29. Juli 1766 in Londonderry, Rockingham County, New Hampshire Colony; † 1. Juli 1853 in Campton, New Hampshire) war ein US-amerikanischer Politiker. Zwischen 1817 und 1821 sowie von 1823 und 1825 vertrat er den Bundesstaat New Hampshire im US-Repräsentantenhaus.

## Werdegang
Arthur Livermore war der Sohn von Samuel Livermore (1732–1803), der zwischen 1789 und 1802 den Staat New Hampshire in beiden Kammern des Kongresses vertrat. Arthurs Bruder Edward (1762–1832) saß zwischen 1807 und 1811 für Massachusetts im US-Repräsentantenhaus. Arthur Livermore erhielt seine Schulausbildung von seinen Eltern. Nach einem Jurastudium und seiner Zulassung als Rechtsanwalt begann er ab 1792 in Concord in seinem neuen Beruf zu arbeiten. Ein Jahr später zog er nach Chester.
Politisch war Livermore damals Mitglied der Föderalistischen Partei. Zwischen 1794 und 1795 war er Abgeordneter im Repräsentantenhaus von New Hampshire. Danach amtierte er von 1796 bis 1798 als Staatsanwalt im Rockingham County. Zwischen 1798 und 1809 war er Beisitzender Richter am Superior Court seines Staates (heute Supreme Court) und von 1809 bis 1813 war er Vorsitzender Richter am selben Gericht. Bei den Präsidentschaftswahlen des Jahres 1800 war er Wahlmann der Föderalisten. In den folgenden Jahren wechselte Livermore zur Demokratisch-Republikanischen Partei.
Bei den Kongresswahlen des Jahres 1816, die staatsweit abgehalten wurden, wurde er als Kandidat seiner neuen Partei für das fünfte Abgeordnetenmandat von New Hampshire in das US-Repräsentantenhaus in Washington, D.C. gewählt. Dort trat er am 4. März 1817 die Nachfolge von Daniel Webster an. Nach einer Wiederwahl im Jahr 1818 konnte er bis zum 3. März 1821 im Kongress verbleiben. In dieser Zeit war er Vorsitzender des Ausschusses, der sich mit dem Postwesen (Post Office and Post Roads) befasste. Außerdem war er Mitglied im Ausschuss, der die Ausgaben des Postministeriums kontrollierte. Bei den Wahlen des Jahres 1820 unterlag er Thomas Whipple. In diese Zeit fällt der von Henry Clay ausgearbeitete Missouri-Kompromiss. Danach wurde der Staat Maine neu gegründet. Dort wurde die Sklaverei verboten, während sie im Staat Missouri, der ebenfalls in dieser Zeit in die Union aufgenommen wurde, erlaubt war.
In den Jahren 1821 und 1822 saß Livermore im Senat von New Hampshire. Von 1822 bis 1823 war er Richter am Nachlassgericht im Grafton County. In diesen Jahren begann sich seine Demokratisch-Republikanische Partei in mehrere Flügel aufzuspalten, was dann später zu deren Auflösung und einer Neugestaltung der amerikanischen Parteienlandschaft führte. Livermore schloss sich der Fraktion um John Quincy Adams und Henry Clay an, die in Opposition zu den Anhängern von Andrew Jackson standen. Bei den Kongresswahlen des Jahres 1822, die ebenfalls staatsweit abgehalten wurden, wurde Livermore als Kandidat der Adams-Clay-Fraktion für das zweite Abgeordnetenmandat seines Staates erneut in den Kongress gewählt. Dort trat er am 4. März 1823 die Nachfolge von Nathaniel Upham an. Da er aber im Jahr 1824 auf eine weitere Kandidatur verzichtete, konnte er bis zum 3. März 1825 nur eine Legislaturperiode im Repräsentantenhaus absolvieren.
Zwischen 1825 und 1832 war Livermore Vorsitzender Richter des Berufungsgerichts seines Staates. Seit 1827 lebte er in Campton. Von 1808 bis 1826 war er Kurator der Holmes Plymouth Academy. Arthur Livermore starb am 1. Juli 1853 in Campton.